# Біланівське родовище
Беланівське родовище — родовище залізистих кварцитів в межах Кременчуцької магнітної аномалії. 
Розробляється Біланівським ГЗК.
Запаси сировини становлять 1 702 млн т.

## Назва
Родовище було розвідане ще у часи, коли існувало село Білани. На теперішній час лишилася лише станція.